# Здравеопазване във Велико Търново
Здравеопазването във Велико Търново е смесено – държавно и частно. В града има две болници, поликлиника, медицински колеж.

## История
За сега няма точна информация, за това дали са съществували лечебни заведения през Втората Българска Държава. Много учени, споменават че по-земите ни е имало народни лечители: Хекими, Джерахи, Билери, Ахтари, Знахари, Баячки, които предимно лекуват чрез билки и други методи, дело на народната медицина. Преди разкриването на лечебно заведение в града, хората са се доверявали на народната медицина и лекари, завършили медицинско образование в чужбина. Съществували са и болнични стаи към православните манастири. Д-р Марко Павлов – родоначалник на аптечното дело в България, пристига в Търново през 1822 г. Година по-късно открива първата аптека в града, която се е помещава в дюкян срещу Сградата на Учредително събрание, бивш конак. Павлов е притежавал медицинска и фармацевтична литература на френски и италиански език. Велчо Джамджията през 1833-та година,изпозва своя дюкян да лекува руски войници. Известна лечителка в града е Хаджиставревица - Кеверката.  Михаил Кефалов дарява 7 декара от имотите си, за построяване на болница (популярно стара болница), сега СБАЛ по кардиология, другата болница е МБАЛ „Стефан Черкезов“ (нова болница). Дарение прави и д-р Васил Берон.
През 1854 г. в града се открива втора аптека на Янаки Златев и д-р Маргарит. Хаджи Минчо Хаджистанев поема инициативата за събиране на средства от населението за строителство на болница. През 1854 г. се открива първата болница в града и България. След 1878 г. за окръжен лекар е назначен д-р Стефан х. Пенчев. Цонка (Цанка) Бобева-Събева е първата дипломирана акушерка във Велико Търново. На 15 септември 1950 г. се открива Медицински техникум за фелдшери и сестри „Д-р Върбан Генчев“ с предмет на дейност: подготовка на средни (1950 – 1975), полувисши (1976 – 1997) и висши (1997 – 2007) медицински кадри за здравеопазването. През 1965 г. като Окръжен медико-физкултурен диспансер. През 2015 отново се открива колеж, към Медицински университет – Варна.
- МОБАЛ „Д-р Стефан Черкезов“